# Gebinde
Gebinde ist eine Handels-, Lade- bzw. Verpackungseinheit für die Warenverteilung (Distribution). Produkte gleicher oder verschiedener Art werden bei gemeinsamer Bestellung im Handel oder zur gebündelten Handhabung in der Logistik als Gebinde zusammengefasst.
Der Ausdruck „Gebinde“ bezeichnet dabei:
- die Packung, d. h. die Gesamtheit aus Packgut und Verpackung,
- das Packstück, d. h. das zu transportierende Kollo, oder
- eine aus einem Stück bestehende Verpackung als Leergebinde.

Ein Produkt wird in verschieden großen Verpackungseinheiten (den Gebinden) gebündelt. Dazu werden sie meist auf Paletten gepackt und mittels Folien, Bändern oder Spanngurten fixiert.

## Begriffsgeschichte
Entstanden ist der Begriff in der Textiltechnik, wo eine Zählmenge mehrerer miteinander verbundener Stücke einer Art so bezeichnet wird. Beispielsweise ist eine Anzahl Fäden ein Gebinde, eine Anzahl Gebinde ist eine Haspel, eine Anzahl Haspeln ist eine Strähne und eine Anzahl Strähnen ein Stück.
Verwendet wurde der Begriff zudem im historischen Getränketransport als Flüssigkeitsmaß für Bier oder Wein, welches in einzelnen Flaschen abgefüllt und aus zwei oder mehreren Einheiten zusammengebunden wurde (den Gebinden). Im heutigen Sprachgebrauch der Weinwirtschaft bedeutet Gebinde einen im Fass oder Tank abgefüllten Wein unbestimmter Menge. Ein nur im Gebinde (in Industriebehältern und nicht in Flaschen) abgefüllter Wein ist zumeist von geringerer Qualität. Außerdem bezeichnet man Behälter für kleinere Flüssigkeitsmengen als Kleingebinde.
Im Bauwesen werden benachbarte Bauteile, die miteinander über eine ineinandergreifende Verbindung gekoppelt sind, als Gebinde bezeichnet, so zum Beispiel ein miteinander verbundenes Sparrenpaar (siehe Gebinde (Holzbau)) oder eine Reihe gefalzter Dachziegel.

## Gebindearten
- BN-Gebinde
- U-Gebinde
- E2-Gebinde
- RAKO-Gebinde

Gebinde ist auch in der Chemie oder Pharmazie gebräuchlich und bezeichnet dort z. B. den Ansatz einer Produktion, in dem verschiedene Substanzen gemischt werden. Der Begriff wird auch im Versicherungswesen im Zusammenhang mit Gewässerschäden verwendet.
Im Einzelhandel oft als „Lot“ (engl. für Warenpartie)  bezeichnet, bestimmt es zudem, in welchen Mengen die verschiedenen Konfektionsgrößen in einem Gebinde gewichtet/verteilt sind. Häufig nachgefragte Größen haben dabei einen höheren Anteil als besonders große oder kleine Konfektionsgrößen (Randgrößen).
Je nach Einsatzhäufigkeit werden Einweg- und Mehrweggebinde unterschieden. In verschiedenen Branchen bestehen eigene Begriffskonventionen, beispielsweise die Bezeichnung von Getränkekästen als Gebinde in der Getränkeindustrie.